# Bitwa koło przylądka Elli
Bitwa koło przylądka Elli – bitwa morska stoczona 3 grudnia?/16 grudnia 1912 roku, podczas I wojny bałkańskiej, między flotami grecką i turecką na Morzu Egejskim, przy wejściu do cieśniny Dardanele.

## Podłoże
8 października 1912 roku Czarnogóra wypowiedziała wojnę Turcji. 19 października do wojny przeciwko Imperium osmańskiemu przyłączyły się pozostałe państwa Ligi Bałkańskiej, w tym Grecja. Działania wojenne na morzu zmierzały do wyparcia Turcji z wysp północnej części Morza Egejskiego. 21 października flota grecka, pod dowództwem kontradmirała Pawlosa Kunduriotisa zajęła wyspę Lemnos, gdzie stworzono następnie kotwicowisko. W ciągu następnych tygodni wojska greckie zdobyły kolejne wyspy: Psarę, Samotrakę, Thasos, Lesbos, Skiathos, Athos, Chios oraz Imroz, nie napotykając większego oporu i przeciwdziałania ze strony floty tureckiej.
Na początku grudnia 1912 roku Turcy przebazowali znaczną część swoich okrętów z Morza Czarnego, gdzie dotychczas walczyły przeciw Bułgarii, na morze Marmara, w kierunku Dardaneli. Pierwszy wypad poza cieśninę wykonali 14 grudnia siłami jednego kontrtorpedowca, osłanianego przez krążownik pancernopokładowy "Mecidiye". Starły się one z kontrtorpedowcami greckimi, zawracając w efekcie do Dardaneli, pod osłonę własnej artylerii nadbrzeżnej.

## Bitwa
16 grudnia 1912 roku okręty tureckie wyszły z Dardaneli na Morze Egejskie. Były to przeddrednoty: "Barbaros Hayreddin", "Turgut Reis", „Mesudiye” i „Asar-i Tevfik” oraz jako osłona krążownik "Mecidiye" z pięcioma kontrtorpedowcami. Strona grecka przeciwstawiła im swój najnowszy krążownik pancerny "Jeorjos Awerof", na którym flagę podniósł kontradmirał Kountouriotis oraz stare pancerniki obrony wybrzeża "Spetsai", "Hydra" i "Psara". Obie floty spotkały się naprzeciwko przylądka Elli, w pobliżu wejście do Cieśniny Dardanelskiej.
Okręty obu stron otworzyły ogień, idąc kursami równoległymi, w odległości około 11 800 m. Admirał Kountouriotis podjął decyzję przeprowadzenia samodzielnej akcji krążownikiem "Georgios Averof", chcąc wykorzystać jego dużą prędkość (wywiesił flagę "Z" Międzynarodowego Kodu Sygnałowego, co miało oznaczać: "Nie powtarzać moich manewrów, działam samodzielnie"). Zbliżył się do okrętów tureckich, zmuszając je do zwrotu w kierunku Dardaneli. Sam jednocześnie dostał się pod (niecelny) ogień tureckich pancerników i baterii nadbrzeżnych. Jednak wobec złamania szyku floty osmańskiej i mając na uwadze zbliżające się greckie pancerniki, turecki admirał Tahir Bey podjął, po około godzinnej wymianie ognia, decyzję o odwrocie do cieśniny. Na polu walki pozostała jedynie flota grecka.
Później tego dnia doszło jeszcze do potyczki niszczycieli, kiedy to 3 tureckie niszczyciele podjęły próbę ataku greckiego zespołu, lecz zostały odparte przez 8 greckich jednostek tej klasy. 
W bitwie koło przylądka Elli straciło życie około 100 tureckich i jeden grecki marynarz. W jej wyniku Grecja zachowała stan zdobyczy na wyspach Morza Egejskiego. Turecki dowódca Tahir Bey stracił swe stanowisko. Jednak nowe dowództwo floty Imperium osmańskiego nie zamierzało pozostawać biernie w Dardanelach, co doprowadziło w efekcie do kolejnej bitwy morskiej, koło wyspy Lemnos, w styczniu 1913 roku.
Na cześć bitwy koło przylądka Elli swą nazwę otrzymał lekki krążownik, przejęty przez Grecję w 1914 roku.